# DEFA
A DEFA (Direction des Études et Fabrications d'Armement) egy széles körben használt francia gyártmányú revolverágyú-család, amely a NATO-szabványos 30 mm-es lövedékeket tüzeli.

## Tervezés
Az eredeti DEFA 551 ágyút az 1940-es évek végén fejlesztették ki. Alapjául a német Mauser MG 213C szolgált, amely egy kísérleti revolverágyú volt. Az MG 213 soha nem került sorozatgyártásra, de jó hatást gyakorolt a DEFA, a hozzá hasonló brit gyártmányú ADEN és a kisebb űrméretű amerikai M39 revolverágyúk kifejlesztésére. A gépágyú 1954-ben DEFA 552 jelölés alatt került sorozatgyártásra. 1968-ban egy továbbfejlesztett változata, a Canon 550–F3-as került kifejlesztésre, melynek sorozatgyártását 1971-ben indították meg DEFA 553 néven. Az új változat új töltőrendszerrel, krómozott acélcsővel és javított elektronikával rendelkezett.

## Áttekintés
A DEFA 553 gázműködtetésű, öt töltényűrrel rendelkező revolverágyú, amely pirotechnikai elsütővel és elektromos indítóval működik. Különféle 30 mm-es lövedékeket használhatnak hozzá, lehetőség van a folyamatos tüzelésre, a fél másodperces vagy az egy másodperces sorozatok leadására is.
Az 553-ast a DEFA 554 váltotta le, amely többféle újítást hordoz magában. A DEFA 554 kettő helyett három töltényűrt használ újratöltéshez, melynek köszönhetően nagyobb a tűzgyorsasága. A puskacső élettartama és a mechanikai megbízhatóság növekedett, és beépítésre került egy elektronikai irányítóegység, amely lehetővé teszi a pilóta számára két tűzgyorsasági fokozat közötti váltást: 1800 lövés/perc légiharchoz, 1200 lövés/perc földi célpontok ellen.

## Alkalmazás
A DEFA 550 sorozat volt a szabványos gépágyú minden francia vadászgépben 1954-től a Dassault Rafale 1980-as évekbeli megjelenéséig. Ezt a típust használták kettesével beépítve, csövenként 125-135 darabos lőszerjavadalmazással a Dassault MD 450 Ouragan, Dassault MD 452 Mystère, Mirage III/V, Dassaut Étendard és Dassault Super Étendard, Sud Aviation Vautour, Mirage F1, a francia SEPECAT Jaguar és a Mirage 2000 gépekben. Ezt a fegyvert használták még az izraeli A–4 E/F/H/N Skyhawk, IAI Nesher, IAI Kfir és IAI Lavi, az olasz Aeritalia G.91Y és Aermacchi MB–326K, az indonéziai A–4 és a dél-afrikai Atlas Cheetah és Impala MK.II repülőkön. Gépágyúkonténerben felszerelhető a CASA, Dassault Aviation és Matra gyártmányokra.
A DEFA 550 nagyon hasonló a brit ADEN gépágyúhoz, használható hozzá annak lőszere is.
A DEFA 550 sorozatot a GIAT 30 sorozat váltja fel a Rafale-on, habár más típusokon még évekig használatban fog maradni.

## Fordítás
Ez a szócikk részben vagy egészben  a   DEFA cannon című angol Wikipédia-szócikk ezen változatának fordításán alapul.  Az eredeti cikk szerkesztőit annak laptörténete sorolja fel. Ez a jelzés csupán a megfogalmazás eredetét és a szerzői jogokat jelzi, nem szolgál a cikkben szereplő információk forrásmegjelöléseként.